# Convocazioni al campionato europeo maschile under 20 di pallavolo 2022
Elenco dei giocatori convocati per il campionato europeo under 20 2022.

## Belgio
| N° | Nome              | Ruolo | Data di nascita  | Squadra         |
| -- | ----------------- | ----- | ---------------- | --------------- |
| -  | Kris Eyckmans     | All   | 4 aprile 1978    | -               |
| 1  | Tijl Van Looveren | P     | 1º febbraio 2003 | Feniks Haacht   |
| 5  | Basil Dermaux     | S     | 9 febbraio 2003  | Roeselare       |
| 7  | Ferre Reggers     | O     | 18 luglio 2003   | Maaseik         |
| 8  | Jasper Verhamme   | C     | 18 marzo 2004    | Roeselare       |
| 9  | Antony Moga       | P     | 10 marzo 2004    | Mendo           |
| 10 | Jippe Schroeven   | S     | 4 marzo 2003     | Waremme         |
| 11 | Sietse De Bruyn   | S     | 8 marzo 2004     | Vilvoorde       |
| 12 | Kobe Verwimp      | S     | 13 gennaio 2005  | Vilvoorde       |
| 13 | Sibren Peters     | L     | 4 luglio 2003    | Avoc Achel      |
| 16 | Lennert Beelaert  | S     | 19 giugno 2003   | Haasrode Leuven |
| 17 | Simon Vlahovic    | C     | 24 ottobre 2003  | Vilvoorde       |
| 18 | Robbe Van Loon    | C     | 18 novembre 2003 | Waremme         |
| 20 | Robbe Ponseele    | P     | 25 gennaio 2005  | Roeselare       |
| 21 | Matis Verwimp     | L     | 29 aprile 2006   | Vilvoorde       |

## Bulgaria
| N° | Nome               | Ruolo | Data di nascita  | Squadra             |
| -- | ------------------ | ----- | ---------------- | ------------------- |
| -  | Martin Stoev       | All   | 3 dicembre 1971  | -                   |
| 1  | Simeon Nikolov     | P     | 24 novembre 2006 | Deja                |
| 2  | Boris Načev        | C     | 22 aprile 2004   | Černo More          |
| 3  | Lazar Bučkov       | C     | 12 maggio 2004   | Levski Sofia        |
| 4  | Erik Stoev         | S     | 10 aprile 2003   | Slivnishki Geroy    |
| 6  | Venislav Antov     | O     | 6 aprile 2004    | Levski Sofia        |
| 7  | Aleksi Micev       | L     | 9 ottobre 2003   | Slavia Sofia        |
| 8  | Apostol Bojanov    | O     | 11 giugno 2003   | Slavia Sofia        |
| 9  | Vladimir Gărkov    | S     | 2 ottobre 2003   | Levski Sofia        |
| 10 | Stoil Palev        | P     | 21 maggio 2003   | Slivnishki Geroy    |
| 11 | Aleksandăr Nikolov | S     | 30 novembre 2003 | CSU Long Beach      |
| 12 | Georgi Tatarov     | O     | 10 maggio 2003   | CSKA Sofia          |
| 13 | Ivajlo Damjanov    | C     | 11 gennaio 2003  | Marek Junion-Ivkoni |
| 14 | Georgi Mitov       | L     | 27 luglio 2003   | Slivnishki Geroy    |
| 16 | Kalojan Botev      | L     | 28 ottobre 2004  | Levski Sofia        |

## Finlandia
| N° | Nome               | Ruolo | Data di nascita  | Squadra           |
| -- | ------------------ | ----- | ---------------- | ----------------- |
| -  | Jouko Lindberg     | All   | 15 ottobre 1959  | -                 |
| 1  | Antti Taponen      | C     | 2 giugno 2004    | Rantaperkiön Isku |
| 2  | Petteri Tyynismaa  | C     | 5 agosto 2003    | Kuortaneen        |
| 3  | Miika Haapaniemi   | C     | 6 febbraio 2004  | Kuortaneen        |
| 4  | Roope Haapoja      | O     | 8 settembre 2004 | Kuortaneen        |
| 7  | Joonatan Salpakari | L     | 8 ottobre 2003   | Kuortaneen        |
| 8  | Luka Marttila      | S     | 30 giugno 2003   | Hurrikaani-Loimaa |
| 11 | Jiri Leinonen      | S     | 4 aprile 2004    | Vammalan          |
| 12 | Joonas Kontio      | S     | 18 maggio 2003   | Turun Toverit     |
| 14 | Nooa Marttila      | S     | 3 luglio 2005    | Kuortaneen        |
| 15 | Leevi Väänänen     | P     | 19 giugno 2003   | Kokkolan Tiikerit |
| 16 | Alexej Zhbankov    | C     | 18 luglio 2003   | Savo              |
| 17 | Veikka Lindqvist   | O     | 13 novembre 2003 | Savo              |
| 22 | Paavo Ristiniemi   | L     | 25 gennaio 2005  | Kuortaneen        |
| 23 | Oleksii Bulgyn     | P     | 9 marzo 2003     | Turun Toverit     |

## Francia
| N° | Nome                  | Ruolo | Data di nascita   | Squadra           |
| -- | --------------------- | ----- | ----------------- | ----------------- |
| -  | Jocelyn Trillon       | All   | 11 maggio 1974    | -                 |
| 1  | Mattéo Martino-Gauchi | L     | 3 settembre 2003  | IFVB              |
| 2  | Hilir Henno           | S     | 12 settembre 2003 | UC Irvine         |
| 3  | Anatole Chaboissant   | O     | 6 marzo 2003      | IFVB              |
| 4  | Nathan Canovas        | S     | 16 maggio 2003    | IFVB              |
| 6  | Simon Magnin          | C     | 26 dicembre 2003  | IFVB              |
| 7  | Axel Michel           | C     | 10 ottobre 2003   | IFVB              |
| 8  | Lohan Lefaivre        | S     | 12 novembre 2003  | IFVB              |
| 9  | Tristan Schlienger    | O     | 15 agosto 2004    | CNVB              |
| 10 | Alexandre Bouchez     | S     | 25 ottobre 2003   | IFVB              |
| 12 | Liam Varier           | P     | 9 febbraio 2003   | IFVB              |
| 13 | Joris Seddik          | C     | 4 gennaio 2006    | CNVB              |
| 15 | Henri Léon            | O     | 15 dicembre 2003  | IFVB              |
| 17 | Leny Nomai            | L     | 23 marzo 2003     | Spacer's Toulouse |
| 20 | Nathan Feral          | O     | 9 luglio 2003     | IFVB              |

## Grecia
| N° | Nome                        | Ruolo | Data di nascita  | Squadra                |
| -- | --------------------------- | ----- | ---------------- | ---------------------- |
| -  | Nikolaos Mouchlias          | All   | 5 marzo 1969     | -                      |
| 1  | Eleuthlerios Fōlias         | L     | 30 agosto 2003   | Panerythraikos         |
| 2  | Dīmītrīs Theodosīs          | C     | 27 giugno 2003   | AEK Atene              |
| 3  | Gerasimos Tzaras            | O     | 8 aprile 2005    | Prevezas               |
| 4  | Alexandros Nanopoulos       | S     | 9 settembre 2005 | Iōnikos Nikaias        |
| 5  | Vasileios Konidīs           | S     | 23 marzo 2004    | AEK Atene              |
| 6  | Panagiōtīs Sousounīs        | L     | 30 maggio 2003   | Panerythraikos         |
| 8  | Nikolaos Christopoulos      | P     | 3 giugno 2003    | Iōnikos Nikaias        |
| 10 | Nikolaos Kavarinos          | S     | 22 dicembre 2004 | AEK Atene              |
| 11 | Aggelos Markou              | O     | 1º luglio 2003   | Panathīnaïkos          |
| 12 | Spyridōn Mpakodīmos         | S     | 9 agosto 2004    | Floisvos Palaio Falīro |
| 14 | Apostolos Petsias           | P     | 29 luglio 2003   | AEK Atene              |
| 15 | Geōrgios Marsellos          | S     | 28 maggio 2003   | Floisvos Palaio Falīro |
| 18 | Aggelos-Theodōros Stathelos | C     | 26 luglio 2005   | Orestiada              |
| 19 | Kōnstantinos Sōtīriou       | C     | 15 maggio 2003   | Pīgasos Polichnīs      |

## Italia
| N° | Nome                 | Ruolo | Data di nascita  | Squadra            |
| -- | -------------------- | ----- | ---------------- | ------------------ |
| -  | Matteo Battocchio    | All   | 11 marzo 1985    | Libertas Brianza   |
| 1  | Ionut Alin Ambrose   | C     | 13 agosto 2004   | Lube               |
| 2  | Mattia Boninfante    | P     | 24 giugno 2004   | Prata              |
| 5  | Nicolò Volpe         | C     | 11 febbraio 2003 | Milano             |
| 6  | Mattia Eccher        | C     | 11 aprile 2003   | Diavoli Rosa       |
| 7  | Alessandro Bovolenta | O     | 27 maggio 2004   | Porto Robur Costa  |
| 9  | Cosimo Balestra      | C     | 30 novembre 2003 | Materdomini        |
| 10 | Gaetano Penna        | S     | 20 dicembre 2004 | Lube               |
| 11 | Alessandro Fanizza   | P     | 11 dicembre 2004 | Materdomini        |
| 13 | Gabriele Laurenzano  | L     | 12 giugno 2003   | Prisma Taranto     |
| 14 | Mattia Orioli        | S     | 23 marzo 2004    | Porto Robur Costa  |
| 15 | Matteo Staforini     | L     | 23 maggio 2003   | Powervolley Milano |
| 17 | Luca Porro           | S     | 9 maggio 2004    | Prata              |
| 18 | Riccardo Iervolino   | S     | 22 gennaio 2003  | Padova             |
| 29 | Federico Roberti     | S     | 19 marzo 2004    | Virtus Fano        |

## Polonia
| N° | Nome              | Ruolo | Data di nascita  | Squadra            |
| -- | ----------------- | ----- | ---------------- | ------------------ |
| -  | Mateusz Grabda    | All   | 23 maggio 1988   | -                  |
| 1  | Jakub Majchrzak   | C     | 13 maggio 2004   | SMS Spała          |
| 2  | Kamil Szymendera  | S     | 30 aprile 2003   | SMS Spała          |
| 3  | Maksym Kędzierski | L     | 13 marzo 2003    | SMS Spała          |
| 6  | Jakub Olszewski   | S     | 30 gennaio 2003  | SMS Spała          |
| 7  | Kajetan Kubicki   | P     | 9 febbraio 2003  | SMS Spała          |
| 8  | Tytus Nowik       | O     | 10 gennaio 2003  | Gwardia Wrocław    |
| 9  | Mateusz Kufka     | C     | 8 novembre 2003  | SMS Spała          |
| 11 | Piotr Śliwka      | S     | 3 giugno 2003    | SMS Spała          |
| 13 | Dominik Czerny    | S     | 4 aprile 2003    | Jastrzębski Węgiel |
| 14 | Kuba Hawryluk     | L     | 8 settembre 2003 | SMS Spała          |
| 15 | Mateusz Nowak     | C     | 29 febbraio 2004 | SMS Spała          |
| 18 | Damian Biliński   | P     | 2 agosto 2003    | Norwid Częstochowa |
| 21 | Kacper Ratajewski | S     | 26 giugno 2003   | SMS Spała          |
| 22 | Jakub Gaweł       | C     | 28 marzo 2003    | SMS Spała          |

## Portogallo
| N° | Nome              | Ruolo | Data di nascita   | Squadra         |
| -- | ----------------- | ----- | ----------------- | --------------- |
| -  | Nuno Pereira      | All   | 6 novembre 1980   | -               |
| 1  | Gustavo Sá        | P     | 29 luglio 2003    | Leixões         |
| 4  | André Pereira     | S     | 10 settembre 2003 | Leixões         |
| 5  | Gonçalo Gomes     | L     | 28 marzo 2003     | Saõ Mamede      |
| 6  | Eduardo Brito     | C     | 10 maggio 2003    | Benfica         |
| 7  | Nuno Marques      | S     | 6 giugno 2003     | Viana           |
| 8  | Manuel Figueiredo | S     | 10 settembre 2003 | Viana           |
| 10 | Tiago Matos       | S     | 16 febbraio 2004  | Castêlo da Maia |
| 11 | Bruno Dias        | P     | 25 luglio 2003    | Esmoriz         |
| 12 | Miguel Azenha     | L     | 24 luglio 2004    | Castêlo da Maia |
| 15 | Duarte Abecasis   | S     | 6 novembre 2004   | Santo Tirso     |
| 16 | Santiago Pimentel | C     | 19 dicembre 2003  | Santo Tirso     |
| 17 | Ricardo Martins   | C     | 7 dicembre 2003   | Viana           |

## Rep. Ceca
| N° | Nome             | Ruolo | Data di nascita   | Squadra          |
| -- | ---------------- | ----- | ----------------- | ---------------- |
| -  | Jan Svoboda      | All   | 8 maggio 1967     | -                |
| 2  | Richard Struška  | L     | 9 luglio 2004     | Ostrava          |
| 3  | Trung Hieu Hoang | P     | 5 aprile 2003     |                  |
| 4  | Daniel Fabikovič | S     | 23 agosto 2004    | Ostrava          |
| 8  | Jan Jirásek      | S     | 11 marzo 2003     | Brno             |
| 9  | Jakub Klajmon    | C     | 20 febbraio 2003  | Brno             |
| 11 | Šimon Bryknar    | P     | 12 settembre 2003 | Dukla Liberec    |
| 12 | David Kollátor   | O     | 15 gennaio 2003   | Lvi Praha        |
| 14 | Matěj Pastrňák   | S     | 25 novembre 2005  | Lvi Praha        |
| 15 | Tomáš Bukáček    | C     | 18 giugno 2003    | Brno             |
| 16 | Matěj Šálek      | L     | 16 gennaio 2003   | Lvi Praha        |
| 17 | Jakub Pelikán    | O     | 30 settembre 2004 | Ostrava          |
| 18 | Jakub Ureš       | S     | 18 febbraio 2003  | Příbram          |
| 20 | Lukas Toth       | C     | 8 giugno 2005     | České Budějovice |

## Serbia
| N° | Nome              | Ruolo | Data di nascita  | Squadra      |
| -- | ----------------- | ----- | ---------------- | ------------ |
| -  | Nedžad Osmankač   | All   | 12 marzo 1971    | -            |
| 2  | Danilo Elezović   | S     | 31 agosto 2003   | Vojvodina    |
| 3  | Strahinja Kljajić | P     | 7 maggio 2004    | Stella Rossa |
| 7  | Andrej Polomac    | P     | 24 agosto 2004   | Takovo       |
| 8  | Jovan Perović     | S     | 21 gennaio 2003  | Vojvodina    |
| 9  | Vukašin Ristić    | L     | 24 ottobre 2003  | Stella Rossa |
| 10 | Stefan Ranković   | S     | 23 giugno 2004   | Stella Rossa |
| 11 | Matija Matić      | C     | 1º agosto 2003   | Partizan     |
| 13 | Branko Kopitić    | O     | 25 novembre 2003 | Vojvodina    |
| 15 | Stefan Kokeza     | C     | 15 aprile 2004   | Vojvodina    |
| 16 | Luka Stanković    | O     | 17 gennaio 2005  | Vojvodina    |
| 18 | Lazar Jeremić     | L     | 9 agosto 2004    | VGSK         |
| 20 | Veljko Ćulibrk    | C     | 27 gennaio 2003  | Vojvodina    |
| 21 | Stefan Unković    | C     | 24 maggio 2003   | VA 014       |
| 23 | [Danilo Ilić      | S     | 9 febbraio 2003  | Stella Rossa |

## Slovacchia
| N° | Nome              | Ruolo | Data di nascita   | Squadra         |
| -- | ----------------- | ----- | ----------------- | --------------- |
| -  | Ivan Hiadlovský   | All   | 0 gennaio 1900    | -               |
| 1  | Samuel Kudla      | C     | 19 settembre 2003 | Trenčín         |
| 4  | Branislav Hanúsek | C     | 18 gennaio 2003   | VKP Nitra       |
| 5  | Erik Gulák        | S     | 10 dicembre 2004  | Slávia Svidník  |
| 6  | Šimon Pati-Nagy   | L     | 18 luglio 2003    | Spartak Komárno |
| 7  | Lukáš Hlaváč      | P     | 19 agosto 2005    | Trenčín         |
| 8  | Matej Turčáni     | S     | 12 febbraio 2003  | Púchov          |
| 11 | Patrik Kudra      | P     | 26 marzo 2003     | Prievidza       |
| 12 | Martin Rendla     | S     | 21 dicembre 2004  | Trenčín         |
| 13 | Šimon Červenák    | S     | 5 novembre 2003   | VKP Bratislava  |
| 14 | Adam Kán          | O     | 25 marzo 2003     | Banská Bystrica |
| 15 | Adrián Petruf     | S     | 1º maggio 2003    | Trenčín         |
| 16 | Ľuboš Skasko      | P     | 3 ottobre 2003    | Slávia Svidník  |
| 18 | Tomáš Badáň       | C     | 30 marzo 2005     | Trenčín         |
| 20 | Branislav Skasko  | S     | 4 novembre 2005   | Slávia Svidník  |

## Slovenia
| N° | Nome             | Ruolo | Data di nascita   | Squadra        |
| -- | ---------------- | ----- | ----------------- | -------------- |
| -  | Jernej Rojc      | All   | 21 giugno 1982    | -              |
| 1  | Vid Ranc         | S     | 28 maggio 2004    | Fužinar        |
| 2  | Jaka Prevorčnik  | O     | 10 aprile 2003    | Črnuče         |
| 3  | Nejc Kožar       | P     | 1º ottobre 2003   | Novo Mesto     |
| 4  | Miha Fink        | C     | 20 settembre 2003 | Fužinar        |
| 5  | Dino Vinkovič    | S     | 6 aprile 2003     | Pomurje Deset  |
| 7  | Jurij Oman       | O     | 8 settembre 2005  | Črnuče         |
| 8  | Rok Bračko       | S     | 21 aprile 2004    | Maribor        |
| 9  | Nik Mujanovič    | O     | 14 ottobre 2004   | Kamnik         |
| 10 | Janž Janez Kržič | C     | 26 giugno 2003    | Maribor        |
| 12 | Grega Okroglič   | L     | 9 giugno 2004     | Salonit Anhovo |
| 13 | Luka Marovt      | S     | 13 gennaio 2005   | Šempeter       |
| 14 | Amadej Snedec    | C     | 20 dicembre 2003  | Triglav Kranj  |
| 15 | Jan Karl Jančič  | O     | 30 gennaio 2003   | Črnuče         |
| 20 | Nejc Najdič      | P     | 5 maggio 2006     | Maribor        |